# Dehesa del Carrascal
La Dehesa del Carrascal es una masa forestal de la Comunidad de Madrid, en España.

## Descripción

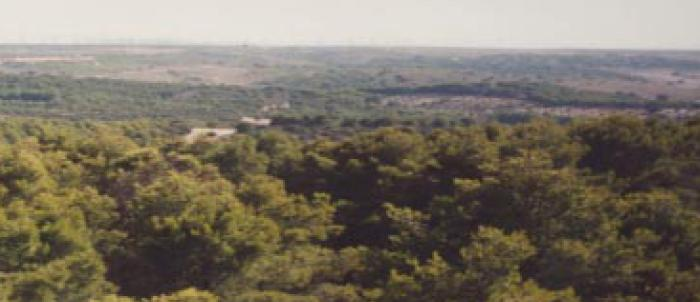
Vista de la zona

Se ubica en el municipio madrileño de Arganda del Rey. Su superficie, dentro de la cual se encuentra una residencia de la tercera edad, no supera los 2 km². En buena parte del área, cuya vegetación original correspondería al encinar, se encuentra en la actualidad pino carrasco de repoblación. Forma parte del parque regional del Sureste.